# Penzing (Bayern)
 For alternative betydninger, se Penzing. (Se også artikler, som begynder med Penzing)
Penzing ( [ˈpɛnʦɪŋ] ?) er en kommune i Landkreis Landsberg am Lech, Regierungsbezirk Oberbayern i den tyske delstat Bayern.
Penzing er kendt for Bundeswehrs luftbase Fliegerhorst Penzing, der har været transport og forsyningsbase for FN- og NATO-operationer i udlandet, som det tyske forsvar har deltaget i.